# Alaska (chanteuse)
Pour les articles homonymes, voir Alaska (homonymie).
María Olvido Gara Jova, dite Alaska, est une chanteuse, DJ et célébrité  hispano-mexicaine, née le 13 juin 1963 à Mexico.
Principalement connue en Espagne et en Amérique latine, elle a été l'une des principales figures du mouvement culturel de la Movida. Elle a successivement été membre de nombreux groupes à succès tels que Kaka de Luxe (1977), Alaska y los Pegamoides (1980), Alaska y Dinarama (1983) et le duo Fangoria (1989).

## Carrière
En 1977, avec Fernando Márquez, Nacho Canut (en), Carlos Berlanga et Enrique Sierra, elle forme un premier groupe de punk rock, Kaka de Luxe. En 1979, Gara, Canut, Berlanga forment le groupe Alaska y los Pegamoides et, en 1982, changent le nom de leur formation musicale en Alaska y Dinarama. 1984, année de sortie de son album Deseo carnal (« Désir charnel »), fait d'elle la « reine de la Movida ». En 1989, Carlos Berlanga quitte le groupe, qui adopte alors le nom de Fangoria.
En 2002, la chanteuse mexicaine Thalía produit un single d'Alaska A quién le importa, qui bat des records dans le top des singles hispaniques la même année. Alaska est mariée avec Mario Vaquerizo, également journaliste et son manager.
Elle est contre la tauromachie et a posé nue pour Peta et Anima naturalis.
En 2014, elle reçoit la Médaille d'or du mérite des beaux-arts, décernée par le Ministère de l'Éducation, de la Culture et des Sports.

## Discographie

### Alaska y los Pegamoides

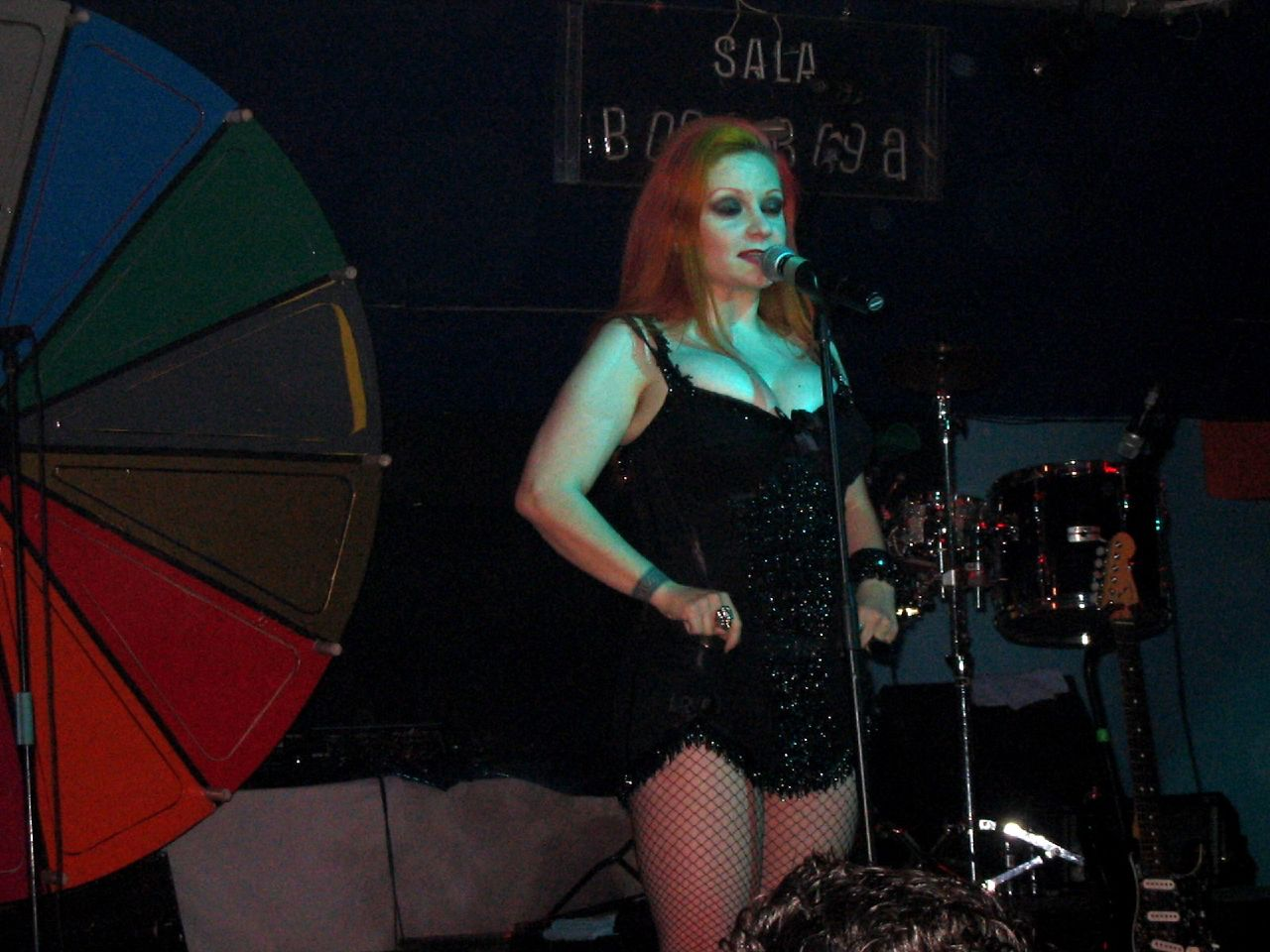
Alaska en avril 2005.

- 1982 : Grandes éxitos
- 1983 : Alaska y los Pegamoides

### Alaska y Dinarama
- 1983 : Canciones profanas
- 1984 : Deseo carnal
- 1986 : No es pecado
- 1988 : Diez
- 1989 : Fan fatal

### Fangoria
- 1991 : Salto mortal
- 1998 : Interferencias
- 1999 : Una temporada en el infierno
- 2001 : Naturaleza muerta
- 2004 : Arquitectura efímera
- 2006 : El extraño viaje
- 2009 : Absolutamente
- 2010 : El paso transcendental del vodevil a la atrascanada